# Túpolev Tu-98
El Túpolev Tu-98 (designación de la OTAN: Backfin) fue un prototipo de bombardero a reacción de ala en flecha desarrollado por Túpolev para la Unión Soviética.

## Desarrollo
El Tu-98 surgió de un programa para un bombardero supersónico rápido que reemplazara al Túpolev Tu-16. Estaba propulsado por dos motores turborreactores Lyulka AL-7 con tomas de aire montadas lateralmente en lo alto del fuselaje (encima de la raíz alar). El Tu-98 fue construido en 1955 y voló por primera vez en 1956. Se mostró a una delegación estadounidense en el aeródromo de Túshino, en las afueras de Moscú, en junio de 1956, pero posteriormente no entró en servicio y sólo se completó el prototipo.
El diseño básico del Tu-98 tuvo una gran influencia en el prototipo posterior del interceptor Túpolev Tu-28, conocido oficialmente como Tu-128 (nombre en clave de la OTAN: 'Fiddler').
El Tu-98 fue un bombardero supersónico desarrollado por la OKB-156, diseñado como reemplazo del Tu-16. Los trabajos sobre el prototipo comenzaron según la Resolución del Consejo de Ministros de la URSS del 12 de abril de 1954. El diseñador jefe del avión fue D.S. Markov.
El avión fue construido en 1955 y voló por primera vez en 1956. Los vuelos de pruebas continuaron hasta 1959. El Tu-98 no pasó ninguna de las pruebas estatales ni entró en producción, debido a numerosas dificultades tecnológicas y de fabricación no resueltas. El avión se utilizó más tarde como laboratorio volante de investigación supersónico durante el desarrollo del interceptor Tu-128.
El último vuelo se realizó el 21 de noviembre de 1960, cuando el tren de aterrizaje colapsó. El prototipo fue posteriormente dado de baja.
El "98" fue desarrollado posteriormente hasta convertirse en una versión ligera del bombardero supersónico llamado "98A" (Tu-24).
El Tu-98 fue mostrado a una delegación estadounidense bajo el mando del general Twining en el aeródromo militar de Kubinka, cerca de Moscú, en junio de 1956 y presentado por el primer secretario soviético, Nikita Khrushchev, como el último desarrollo de bombardero soviético. Los militares estadounidenses quedaron impresionados y, como no se dieron detalles sobre el avión, asignaron el diseño a la oficina de diseño de Yakovlev. También se especuló sobre una supuesta producción en serie, que se estimó en 15 piezas al año en 1958, motivo por el cual la OTAN le dio el nombre en clave Backfin y la designación (ficticia) Yak-42. Nunca se planeó una puesta en servicio del Tu-98. El único prototipo voló únicamente con fines de realizar pruebas y en el desfile aéreo de Túshino.
Además de las pruebas aerodinámicas del Tu-128, el Tu-98 se utilizó para realizar pruebas con el futuro radar RP-7 "Smersch" del primero, donde se sustituyó la proa acristalada por el dispositivo, y con el sistema de control de tiro "Kompleks 80". Los misiles aire-aire R-4, previstos como armamento para este modelo también fueron probados con el Tu-98. El nombre oficial del aparato era Tu-98LL (letajuschtschaja laboratorija, laboratorio volante). Una vez completadas estas pruebas, el Tu-98 quedó estacionado en Zhukovsky durante un tiempo antes de ser desguazado. El Tu-98 también proporcionó información para la construcción del Tu-22.

## Diseño
El avión fue construido según el esquema de un ala media con un ala en flecha (el ángulo de flecha en el borde de ataque era de 55 grados). En la popa se instalaron dos motores AL-7F y el vehículo se distinguía por largos canales y tomas de aire desplazadas hacia arriba. El tren de aterrizaje principal estaba situado en el fuselaje, lo que hacía que el ala estuviera “limpia”, pero provocaba una reducción considerable de la estabilidad en tierra. La tripulación estaba formada por un piloto (comandante de la nave), un navegante-operador y un navegante-navegante. Todas las estaciones de la tripulación poseían asientos eyectables. La parte delantera del avión era una única cabina presurizada. Detrás de la cabina presurizada había un compartimento técnico con equipo fotográfico (AFA-33/75). El sistema de combustible constaba de cuatro depósitos principales y uno de centrado en el fuselaje. Ala con diseño de cajón de dos largueros.
El sistema de control se realizó según el esquema tradicional, con un estabilizador fijo, aunque por primera vez en todos los canales de control, Andrey Nikolayevich acordó utilizar propulsores hidráulicos irreversibles (su dicho es conocido: "el mejor propulsor es el que está en el suelo"). La pata delantera tenía un eje de dos ruedas, las principales tenían dos pares de ruedas.
Por primera vez en un bombardero doméstico se utilizó una instalación DK-18 de doble cañón AM-23 de fuego trasero controlada a distancia. Los cañones estaban apuntados por el radar ARS-1 “Argon”, cuya antena estaba situada en la parte superior del estabilizador vertical. En el fuselaje delantero derecho se montó un cañón AM-23 adicional, que podía ser disparado por el piloto.
Los aviones con armamento de cohetes-bombas estaban provistos de suspensiones de FAB-100, FAB-250 o FAB-500 en varias combinaciones, así como hasta 300 cohetes no guiados ARS-85, o 61 TRS-132, o 18 TRS-212. Para la aviación naval, estaba previsto armar los aviones con minas AMD-500 y AMD-100, torpedos RAT-52, MAN, MAV y TAN-53. Como equipo de observación, en el avión se instalaron el radar "Iniciative" y las miras colimadoras OPB-16.

## Especificaciones (Tu-98)

### Características generales
- Tripulación: Tres
- Longitud: 32,1 m (105,2 ft)
- Envergadura: 17,3 m (56,7 ft)
- Altura: 8,1 m (26,4 ft)
- Superficie alar: 87,5 m² (941,9 ft²)
- Peso máximo al despegue: 39 000 kg (85 956 lb)
- Planta motriz: 2× turborreactor Lyulka AL-7F.
  - Empuje normal: 93,2 kN (9504 kgf; 20 952 lbf) de empuje cada uno.

### Rendimiento
- Velocidad máxima operativa (Vno): 1365 km/h (848 MPH; 737 kt)
- Alcance: 2440 km (1317 nmi; 1516 mi)
- Techo de vuelo: 12 750 m (41 831 ft)
- Empuje/peso: 0,49

### Armamento
- Cañones: 

  - 3x Nudelman-Rikhter NR-23 de 23 mm
- Bombas: 5000 kg

## Aeronaves relacionadas

### Desarrollos relacionados
- Túpolev Tu-22
- Túpolev Tu-28

### Secuencias de designación
- Secuencia Tu-_ (interna de Túpolev): ← Tu-94 - Tu-95LAL - Tu-96 - Tu-98 - Tu-104 - Tu-105 - Tu-107 →